# Teresa Stich-Randall

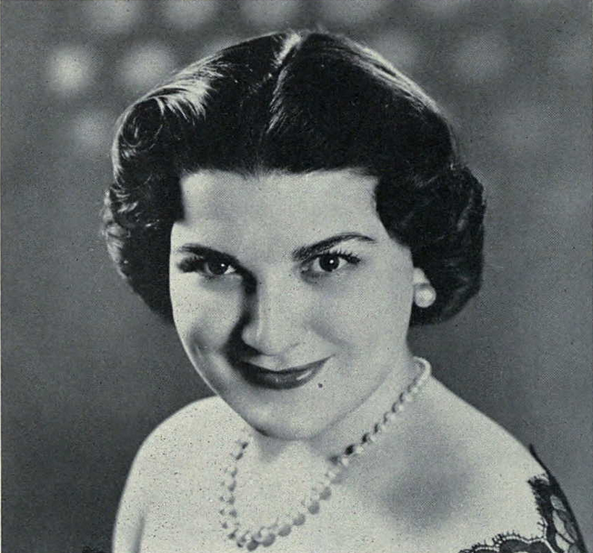
Stich-Randall en la Universidad de Míchigan, 1955-1956

Teresa Stich-Randall (24 de diciembre de 1927 - 17 de julio de 2007) fue una cantante de ópera estadounidense. Con voz de soprano, principalmente desarrolló su carrera artística en Europa.

## Biografía
Nacida en New Hartford, Connecticut, cursó estudios en el Conservatorio de Hartford bajo la dirección de Ivan Velikanoff.
Debutó en la opera con el papel de Henrietta M. en la pieza de Virgil Thomson The Mother of Us All en 1947, cantando al año siguiente el papel del título en la obra compuesta por Otto Luening Evangeline.
A finales de los años 1940 fue descubierta por Arturo Toscanini, que la contrató para una serie de actuaciones con su Orquesta Sinfónica de la NBC en Nueva York. En 1950 ella actuó como Nanetta en una emisión radiofónica de la NBC en dos partes de la ópera de Giuseppe Verdi Falstaff, una de las interpretaciones más aplaudidas de Toscanini, que fue grabada también en varios formatos discográficos.
Stich-Randall viajó con una beca Fulbright a Europa, donde se dio a conocer como cantante. Su primera actuación europea tuvo lugar en Florencia, y al año siguiente ganó una competición en Lausana. Gracias a ello pudo actuar en el Teatro de Basilea, en Suiza.
Ella fue intérprete regular de la Ópera Estatal de Viena y del Festival de Salzburgo. A partir de 1955 cantó de manera habitual en festivales de verano en Aix-en-Provence, Francia, donde fueron muy apreciadas sus actuaciones como Donna Anna en Don Giovanni y como la Condesa en Las bodas de Fígaro.
En 1962, el gobierno austriaco concedió a la cantante el título de Kammersängerin, otorgado a cantantes de talento. Stich-Randall debutó en la Chicago Lyric Opera como Gilda, en Rigoletto, en 1955. Cantó por vez primera en la Metropolitan Opera House de Nueva York, con Così fan tutte, en 1961, permaneciendo en el elenco de cantantes del teatro hasta 1966. Stich-Randall debutó en Boston en 1963, cantando para las series de los Peabody Mason Concerts.
Stich-Randall también intervino en varias destacadas grabaciones discográficas, con piezas como Falstaff, El caballero de la rosa, Las bodas de Fígaro y La fábula de Orfeo.
Teresa Stich-Randall se encontraba ya prácticamente retirada en el año 1980, falleciendo en Viena, Austria, en 2007, por causas naturales. Tenía 79 años de edad. Fue enterrada en el Cementerio central de Viena.